# Лудвиг Георг Симперт фон Баден-Баден
Лудвиг Георг Симперт фон Баден-Баден (на немски: Ludwig Georg Simpert von Baden-Baden, * 7 юни 1702, Етлинген, † 22 октомври 1761, Ращат) е от 1707 г. до смъртта си маркграф на Баден-Баден. До 1727 г., той е под опекунството на майка му. Понеже обича лова е наричан също „Ловджията Луи“ (на немски: Jägerlouis).

## Биография
Той е син на Лудвиг Вилхелм, маркграф на Баден-Баден (1655 – 1707), наричан „Турския Луи“ (на немски: Türkenlouis), и на Франциска Сибила Августа (1675 – 1733), принцеса от Саксония-Лауенбург.
Лудвиг Георг Симперт започва да говори едва на шест години след поклонение и майка му от благодарност построява капела. На 16 години той се влюбва в Мария Лешчинска, дъщеря на детронирания полски крал Станислав Лешчински. Майка му е против тази връзка.
Лудвиг Георг Симперт поема управлението от майка си на 25-годишна възраст на 22 октомври 1727 г. Той се интересува повече от лов.
След смъртта му през 1761 г. той е последван от брат му Август Георг Симперт като регент на Маркграфството Баден-Баден.
Лудвиг Георг е погребан в манастирската църква в Баден-Баден, гробницата на маркграфската фамилия.

## Фамилия
Първи брак: на 18 април 1721 в дворец Чески Крумлов с Мария Анна фон Шварценберг († 1755), дъщеря на княз Адам Франц. Двамата имат четири деца:
- Елизабет Августа (1726 – 1789), ∞ 2 февруари 1775 за граф Михаел Венцел фон Алтхан (1743 – 1810)
- Карл Лудвиг Дамиан (1728 – 1734)
- Лудвиг Георг (1736 – 1737)
- Йохана (* 28 април 1737, † 29 април 1737)

Втори брак: Тна 10 юли 1755 г. в Етлинген с Мария Анна Баварска (1734 – 1776), дъщеря на курфюрст и по-късен император Карл VII Албрехт. Бракът е бездетен.